# Ендовский (Кумылженский район)
Ендовский — хутор в Кумылженском районе Волгоградской области России. Входит в состав Суляевского сельского поселения. Население 106 чел. (2010).

## История
«Список населенных пунктов Алексеевского района по состоянию на 15 июня 1933 г.», приведенный Нижневолжским краевым управлением народно-хозяйственного учёта, включал хутор в Покручинский сельсовет Алексеевского района.
На основании решения Волгоградского облисполкома от 18 января 1965 года № 2/35 во вновь образованный Кумылженский район из Новоаннинского района был передан Покручинский с/с, вместе со всеми населёнными пунктами.
До реформы 2005 года входил в Покручинский сельсовет.
В соответствии с Законом Волгоградской области от 14 февраля 2005 года № 1006-ОД «Об установлении границ и наделении статусом Кумылженского района и муниципальных образований в его составе» хутор вошёл в состав образованного Суляевского сельского поселения.

## География
Расположен в западной части региона, у административной границы с Алексеевским районов, в пределах Хопёрско-Бузулукской равнины, являющейся южным окончанием Окско-Донской низменности, у озера-старицы р. Хопёр. В 2-3 км находятся хутора Алексеевского района Зотовская, Сидоровка.
Уличная сеть состоит из одного географического объекта: ул. Подгорная.
Абсолютная высота 72 метра над уровнем моря.

## Население
| 2010 |
| ---- |
| 106  |

Гендерный состав
По данным Всероссийской переписи населения 2010 года в гендерной структуре населения из 106 человек мужчин — 47, женщин — 59 (44,3 и 55,7 % соответственно).
Национальный состав
Согласно результатам переписи 2002 года, в национальной структуре населения
русские составляли 97 % из общей численности населения в 139 чел..

## Инфраструктура
Личное подсобное хозяйство.

## Транспорт
Просёлочные дороги.